# Delle
Delle (deutsch (veraltet/ungebräuchlich) Dettenried oder Dattenried) ist eine französische Gemeinde im Département Territoire de Belfort in der Region Bourgogne-Franche-Comté. Sie ist Hauptort des Kantons Delle im Arrondissement Belfort und hat 5677 Einwohner (1. Januar 2022).

## Geographie
Delle liegt auf 364 m Meereshöhe, 14 Kilometer östlich der Stadt Montbéliard (Luftlinie) an der Grenze zur Schweiz. Die Gemeinde erstreckt sich in der Talniederung der Allaine, die hier aus dem nordwestlichen Tafeljura der Ajoie in das flachere Gebiet der Burgundischen Pforte eintritt.
Nachbargemeinden von Delle sind Thiancourt und Joncherey im Norden, Faverois im Nordosten, Florimont im Osten, Boncourt (Schweiz) im Süden, Lebetain im Südwesten sowie Fêche-l’Église im Westen.

## Geschichte
Der Ort geht auf gallorömische Zeit zurück. Damals stand am rechten Ufer der Allaine eine Römervilla. Seit dem 6. Jahrhundert breitete sich die Siedlung auch auf dem anderen Ufer aus. 728 schenkte Graf Eberhard, ein Sohn des Herzogs Adalbert von Elsass, den Ort mit einer dem Hl. Desiderius geweihten Kirche der Benediktinerabtei Murbach. Vom Kloster Murbach ging Dattenried 1231 als Lehen an König Heinrich (VII.), der den Ort zur befestigten Stadt ausbauen wollte. Zwischen 1232 und 1235 führten die Grafen von Pfirt und die Grafen von Mömpelgard eine Auseinandersetzung um den Besitz Dattenrieds. Später gehörte die Stadt zur Grafschaft Pfirt und kam mit dieser 1324 an die Habsburger. 1358 erhielt Dattenried von Herzog Rudolf IV. von Österreich mit Genehmigung seines Schwiegervaters, des römisch-deutschen Kaisers Karl IV., das Recht von Colmar.
1636 kam Delle zu Frankreich und wurde 1659 dem Kardinal Mazarin geschenkt.
1871 wurde die Stadt infolge des Frankfurter Friedensvertrages zusammen mit anderen Orten vom elsässischen Département Haut-Rhin losgelöst und nach einer Übergangsphase zum Territoire de Belfort geschlagen.
Im Ersten Weltkrieg wurde Delle am 11. Oktober 1916 von deutschen Flugzeugen bombardiert.

## Sehenswürdigkeiten

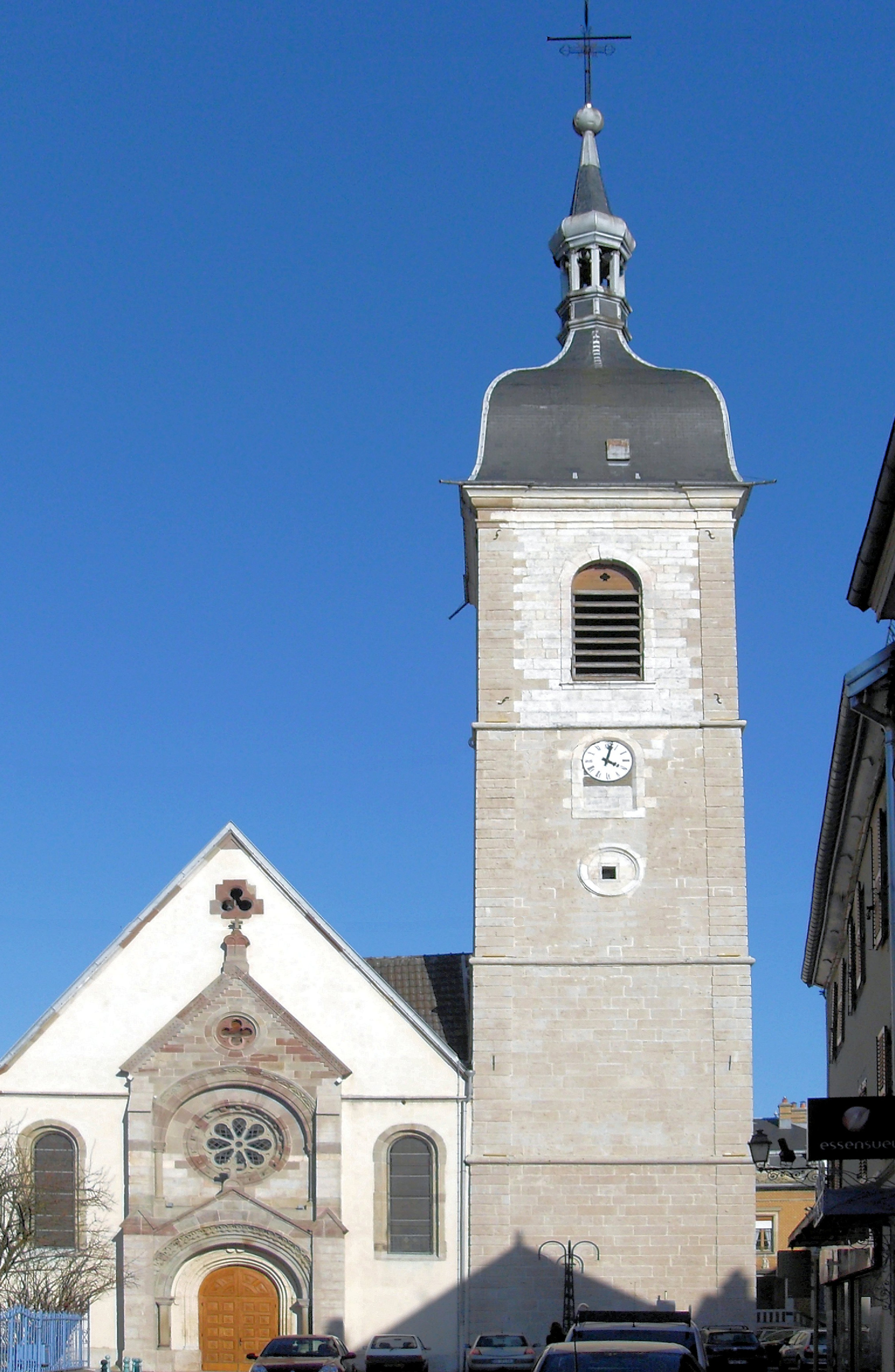
Kirche St. Leodegar

Siehe auch: Liste der Monuments historiques in Delle
- Kirche St. Leodegar (Église Saint-Léger) mit Schwenkedel-Orgel
- Maison Feltin, heute Rathaus
- Maison des Cariatides mit Justitia-Figur
- Maison des Remparts (ältester Teil von 1576)

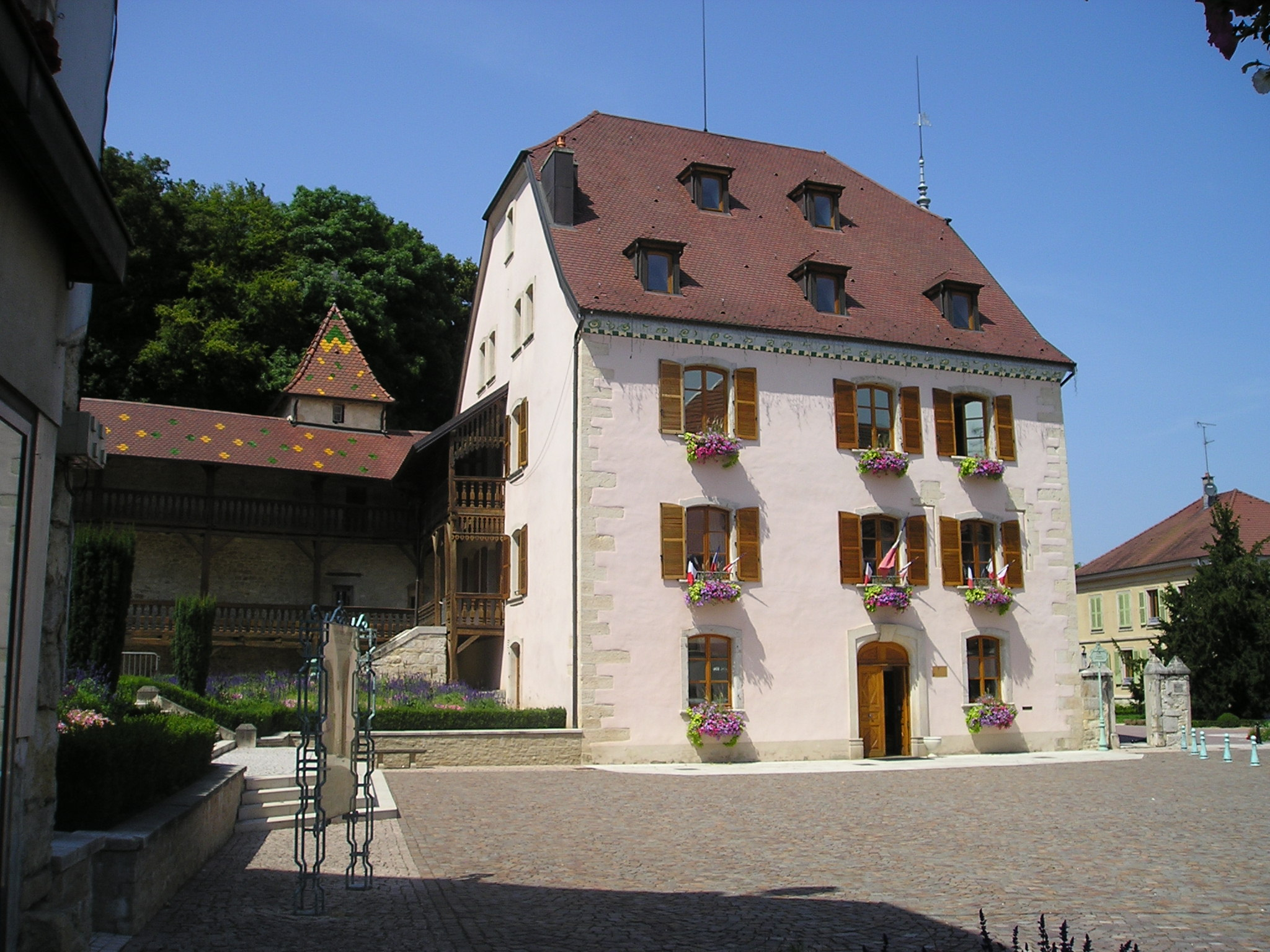
Maison Feltin (Rathaus)
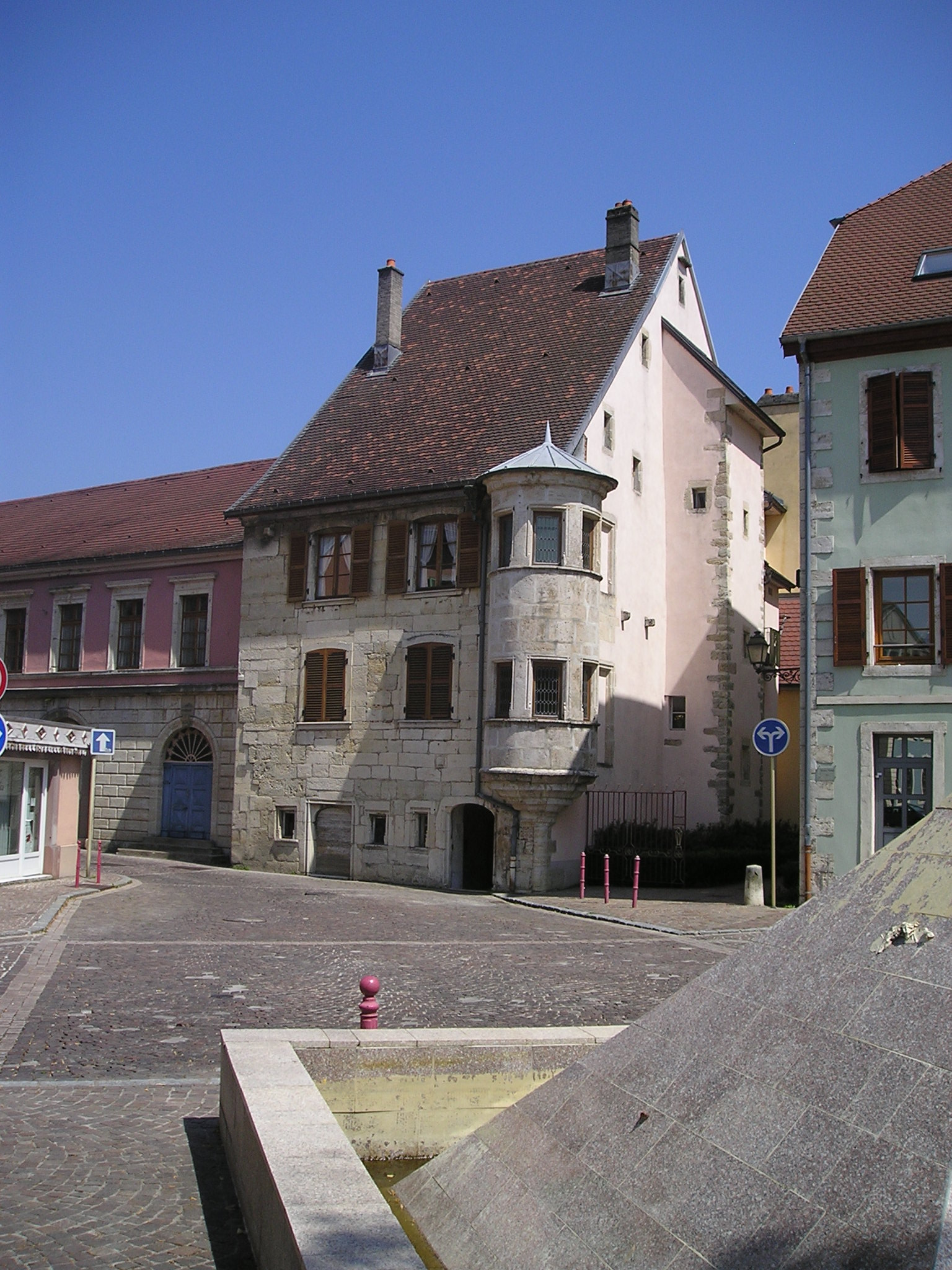
Maison à tourelle
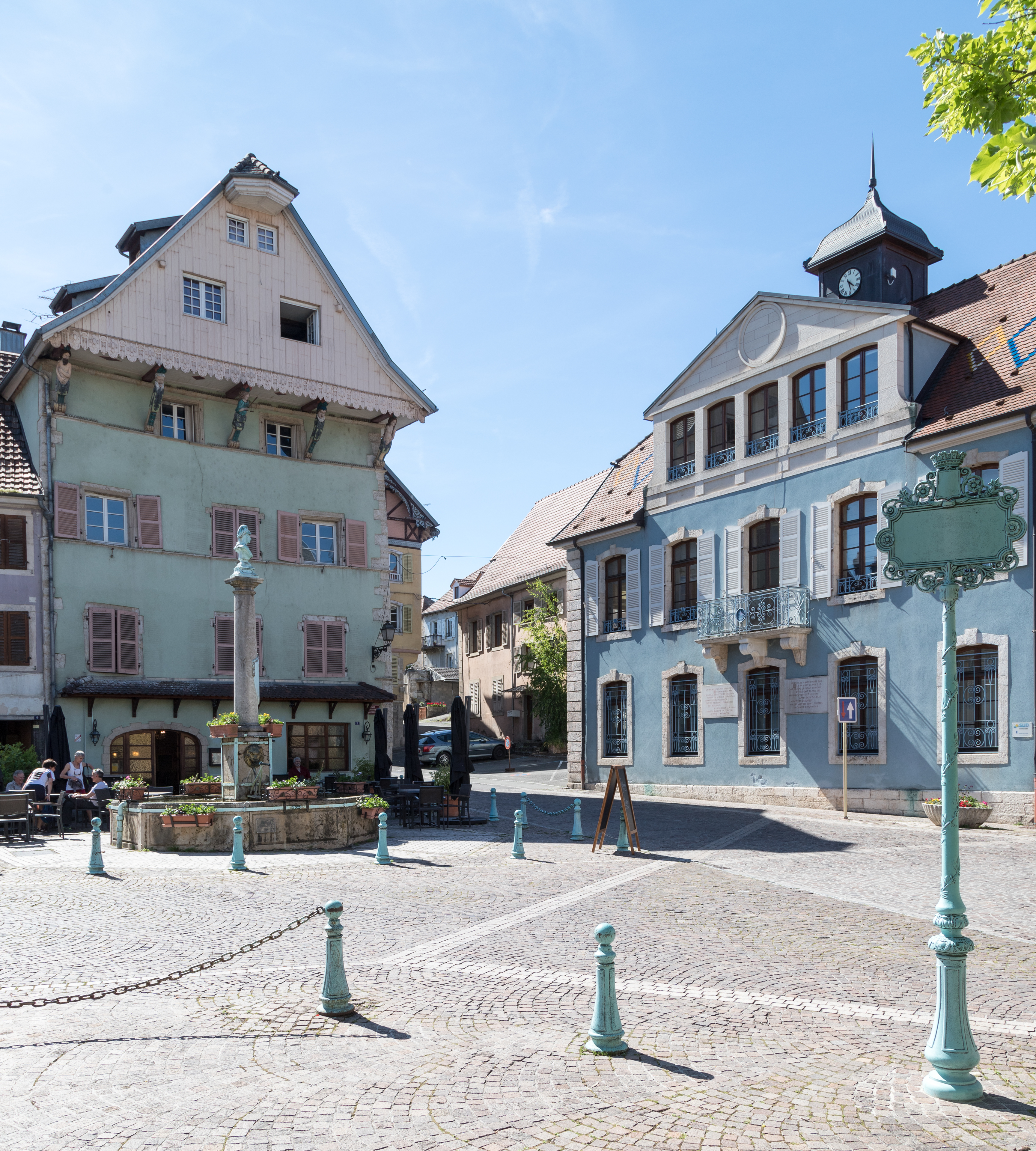
Place Raymond Formi
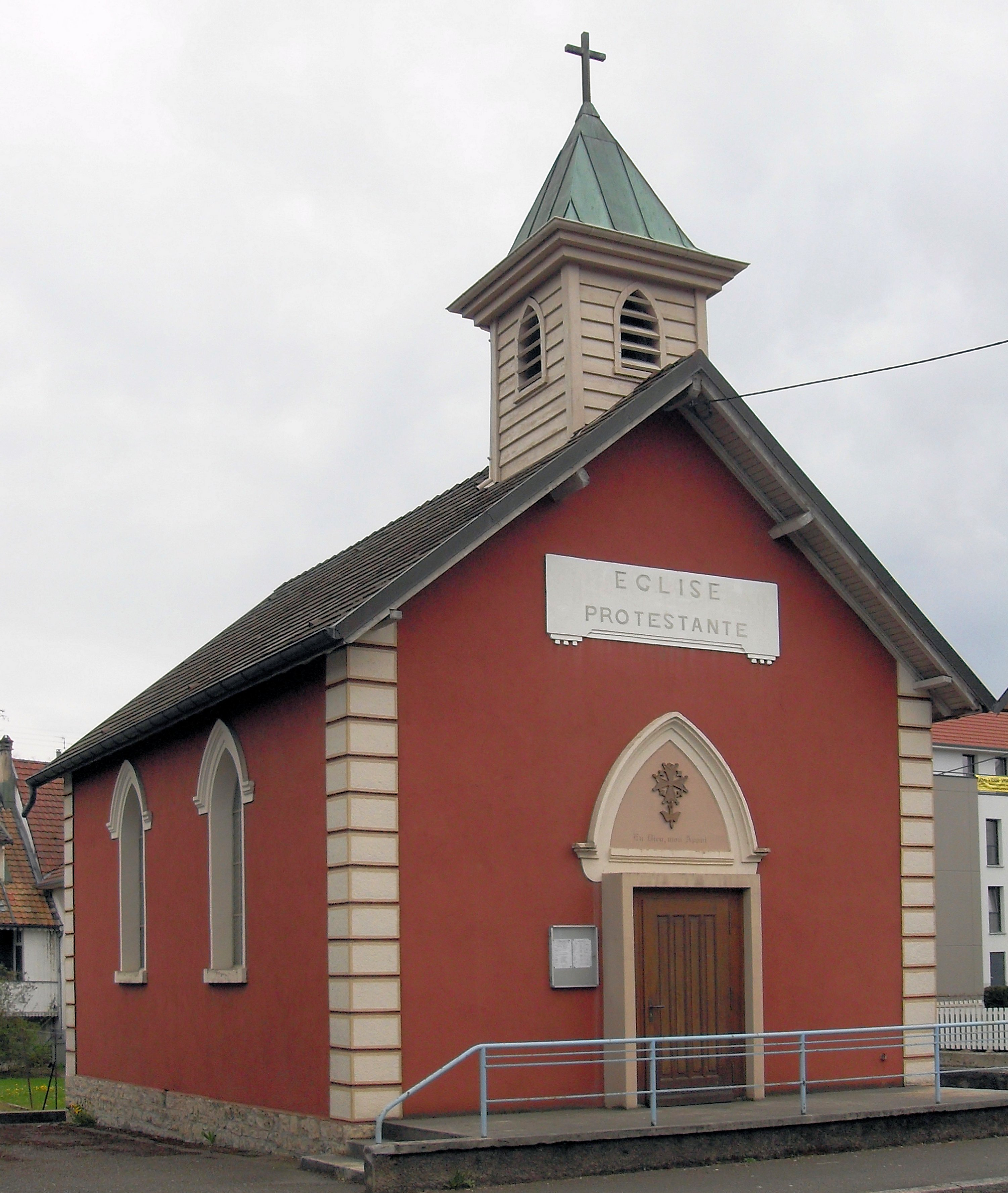
Protestantische Kirche von 1911

Sonstiges

In Delle befindet sich ein Grabstein, der an Albert Mayer erinnert, den ersten deutschen Gefallenen des Ersten Weltkrieges.

## Verkehr
Am 29. Juni 1868 eröffnete die Compagnie Paris-Lyon-Méditerranée (PLM) die Bahnstrecke Montbéliard–Audincourt–Morvillars–Delle, die am 23. September 1872 durch die Chemin de fer Porrentruy–Delle (PD) ihren Anschluss in die Schweiz bekam. Am 13. August 1877 eröffnete die Compagnie de l’Est (EST) die Strecke Belfort–Morvillars (–Delle). Mit Fertigstellung der Strecke Delémont–Porrentruy wurde der Bahnhof Delle zum nördlichsten und wichtigsten Grenzbahnhof zwischen der Schweiz und Frankreich.
Nach dem Zweiten Weltkrieg verschob sich der Bahnverkehr auf die Bahnstrecken durch das Elsass nach Basel, im September 1992 wurde der durchgehende Personenverkehr und 1993 der komplette Güterverkehr eingestellt. Die Bedienung von Schweizer Seite her, aus dem nahen Boncourt, wurde im Mai 1995 eingestellt.
Seit dem 8. Dezember 2006 verkehren wieder Züge der SBB zwischen Boncourt und Delle. Nach der Eröffnung der reaktivierten Strecke von Delle bis nach Belfort am 6. Dezember 2018 sind seit 9. Dezember des Jahres wieder fahrplanmässige Züge auf der Strecke unterwegs. In Belfort ist ein Anschluss an die zukünftige LGV Rhin-Rhône vorgesehen.

## Persönlichkeiten
- Barthélemy-Louis-Joseph Schérer, Revolutionsgeneral und Kriegsminister (1747–1804)
- Jean-Baptiste Schacre, Architekt (1808–1876)
- Maurice Feltin, Erzbischof (1883–1975)
- Claude-Max Lochu, Maler (* 1951)
- Jacques Santini, Fußballspieler und -trainer (* 1952)
- Thierry Burkhard, französischer Generalstabschef (* 1964)